# Jacques Cartier
Jacques Cartier (bretonsk namnform Jakez Karter), född i slutet av år 1491 i Saint-Malo, död 1 september 1557 i Saint-Malo, var en fransk upptäcktsresande. Han ledde från 1534 flera franska expeditioner till Kanada och utforskade bland annat Saint Lawrencefloden upp till nuvarande Montréal samt tog landet i besittning för Frankrikes räkning. Han ledde 1541 ett försök att kolonisera landet, vilket dock misslyckades.

## Biografi
Jacques Cartier föddes runt slutet av 1491 i Saint-Malo, en hamnstad på Bretagnes nordkust. Hans familj var respekterade sjömän, och 1519 gifte han sig med Catherine des Granches, som tillhörde en ledande familj av skeppsägare.

### Första resan

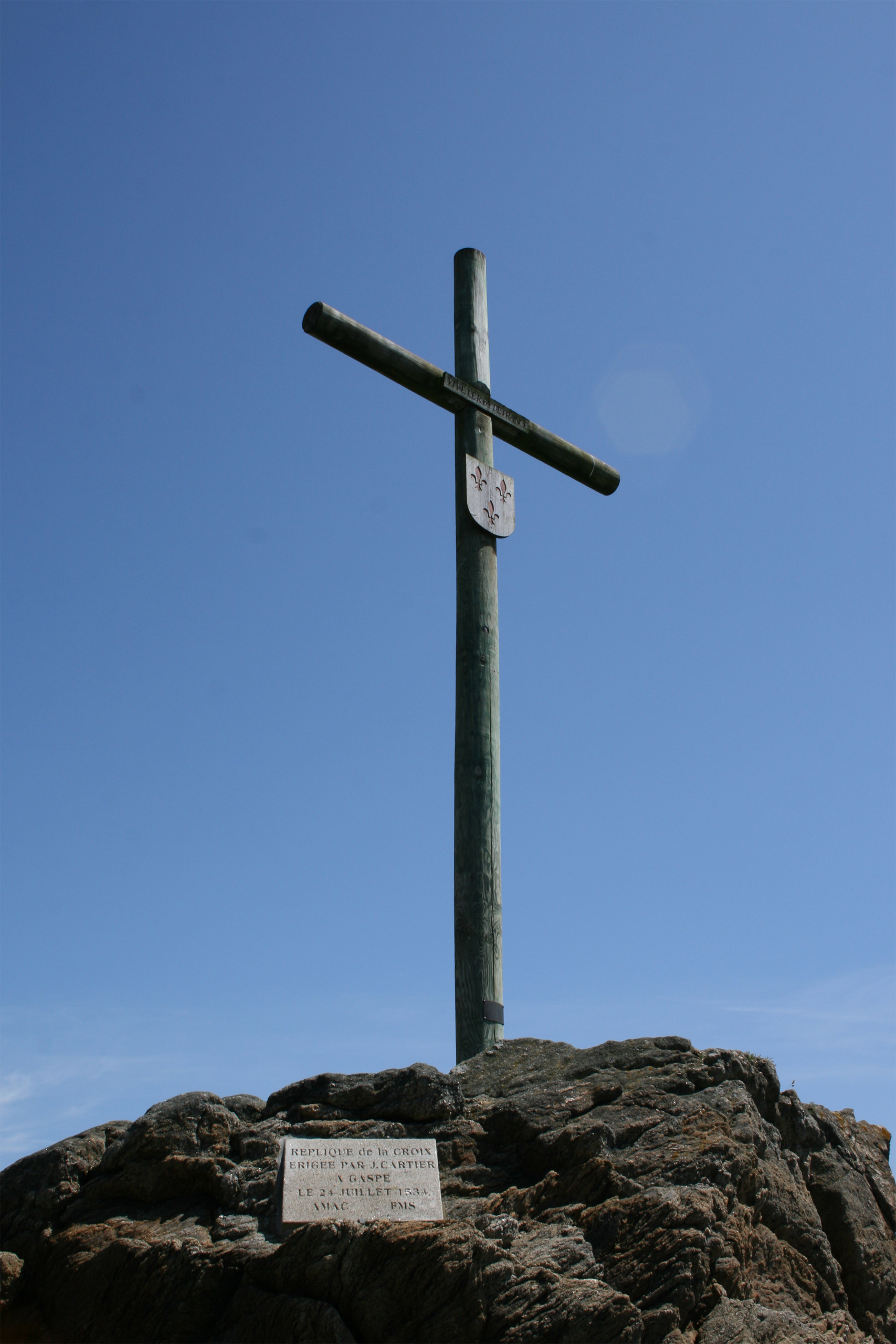
Replik av korset som Cartier reste vid Baie de Gaspé.

Hertigdömet Bretagne förenades formellt med Frankrike 1532. Samma år introducerades Cartier till kung Frans I av Jean le Veneur biskop av Saint-Malo och abbot av Mont-Saint-Michel. Le Veneur använde Cartiers resor till Brasilien och Newfoundland som exempel för att visa att han kunde leda expeditioner till Nya världen.
Jacques Cartier seglade västerut 1534, med ett uppdrag från kungen att hitta en västlig passage till Asien. Från 10 maj utforskade han delar av Newfoundland, det som idag är Kanadas kustprovinser och Saint Lawrenceviken. Vid ett tillfälle dödade hans besättning runt 1000 fåglar vid Iles-aux-Oiseaux, mestadels nu utdöda garfåglar.
Cartiers första möte med ursprungsbefolkningen, troligtvis mi'kmaq, var kort, men viss handel förekom. Vid hans andra möte fick han panik när 40 mi'kmaqkanoter omringade ett av hans skepp. Trots att mi'kmaqerna visade tecken på fredlighet beordrade Cartier sina män att skjuta två varningsskott över huvudet på dem, vilket gjorde att de paddlade iväg. Cartiers tredje möte, med irokeser, var vid Baie de Gaspé. Där reste han, utan irokesernas medgivande, 24 juli ett 10 meter högt kors med texten "Leve Konungen av Frankrike" och tog landet i besittning i kungens namn. Han tillfångatog irokeshövdingen Donnaconas två söner, och fick efter förhandlingar tillstånd att ta med dem till Frankrike, mot att de skulle återvända med europeiska handelsvaror. Cartier återvände till Saint-Malo 5 september 1534.

### Andra resan
Cartier avseglade igen 19 maj 1535, med tre skepp, 110 män och Donnaconas söner. Han nådde Saint Lawrenceflodens mynning och seglade uppför floden för första gången. Han nådde irokesbyn Stadacona, nära dagens Québec, där Donnacona återförenades med sina söner.
Cartier lämnade sina skepp i en hamn nära Stadacona, och använde sitt minsta skepp för att fortsätta uppför floden till Hochelaga (vid dagens Montreal) som han nådde 2 oktober 1535. Hochelaga var en betydligt större by än Stadacona, och mer än 1000 irokeser mötte Cartier och hans besättning vid flodstranden. Vid landstigningsplatsen finns idag Pont Jacques-Cartier. Efter två dagar i Hochelaga var Cartier tillbaka i Stadacona 11 oktober, där besättningen övervintrade.
Mellan mitten av november 1535 och mitten av april 1536 var de franska skeppen fastfrusna i Saint-Charlesflodens mynning. Isen var mer än 1,8 m tjock; snödjupet på land var 1,2 m. Både irokeserna och fransmännen drabbades av skörbjugg. Cirka 50 irokeser och 25 fransmän dog. Det som räddade resten av fransmännen var en dekokt av tuja, som de lärde sig göra av irokeserna.
När Cartier återvände till Frankrike i maj 1536 bestämde han sig för att ta Donnacona med sig, så att denne skulle kunna berätta om ett land längre norrut, kungariket Saguenay, som sades vara fullt av guld, rubiner och andra skatter. Cartier och hans män anlände till Saint-Malo 15 juli 1536.

### Tredje resan
I oktober 1540 beordrade Frans I Cartier att återvända till Kanada för att leda ett koloniseringsprojekt. I januari 1541 fick dock Cartier en överordnad, hugenotten Jean-François de La Rocque de Roberval. Roberval gav dock Cartier tillstånd att segla i förväg medan Roberval väntade på vapen och förnödenheter.
I maj 1541 seglade Cartier från Saint-Malo mot Kanada för tredje gången, med fem skepp. Denna gång var målet inte att finna en väg till Orienten, utan att hitta Saguenay och grunda en permanent bosättning vid Saint Lawrencefloden. Han anlände till Stadacona 23 augusti, men bestämde sig för att grunda sin bosättning längre uppströms, vid dagens Cap-Rouge. Bosättningen fick namnet Charlesbourg-Royal.
Kolonisterna började odla upp marken och samla vad de trodde var diamanter och guld. Två skepp återvände till Frankrike med mineralerna, som visade sig vara kvarts och kattguld. När kolonin var etablerad gav sig Cartier av för att leta efter Saguenay 7 september. Han nådde Hochelaga, men dåligt väder och forsar hindrade honom från att fortsätta uppför Ottawafloden.
När Cartier återvände till Charlesbourg-Royal började han ana oråd. Det är oklart vad som hände under vintern, men det verkar som att irokeserna attackerade och dödade ungefär 35 bosättare. Cartier började bli övertygad om att han inte hade tillräckligt med manskap, vare sig för att skydda kolonin eller för att söka efter Saguenay.
Cartier seglade mot Frankrike i början av juni 1542, och mötte Roberval och hans skepp vid Newfoundlands kust. Roberval ville att Cartier skulle följa med tillbaka till Saguenay, men Cartier seglade iväg i skydd av mörkret och anlände till Frankrike i oktober. Roberval tog kommandot över Charlesbourg-Royal, men kolonin övergavs 1543 efter att sjukdomar, dåligt väder och anfallande irokeser gjort bosättarna desperata.
Resten av sitt liv bodde Cartier i Saint-Malo eller på sitt gods utanför staden. Han dog 1 september 1557 av en epidemi, innan några permanenta europeiska bosättningar hade kunnat upprättas i Kanada. Den första permanenta bosättningen upprättades av Samuel de Champlain 1608.

## Eftermäle

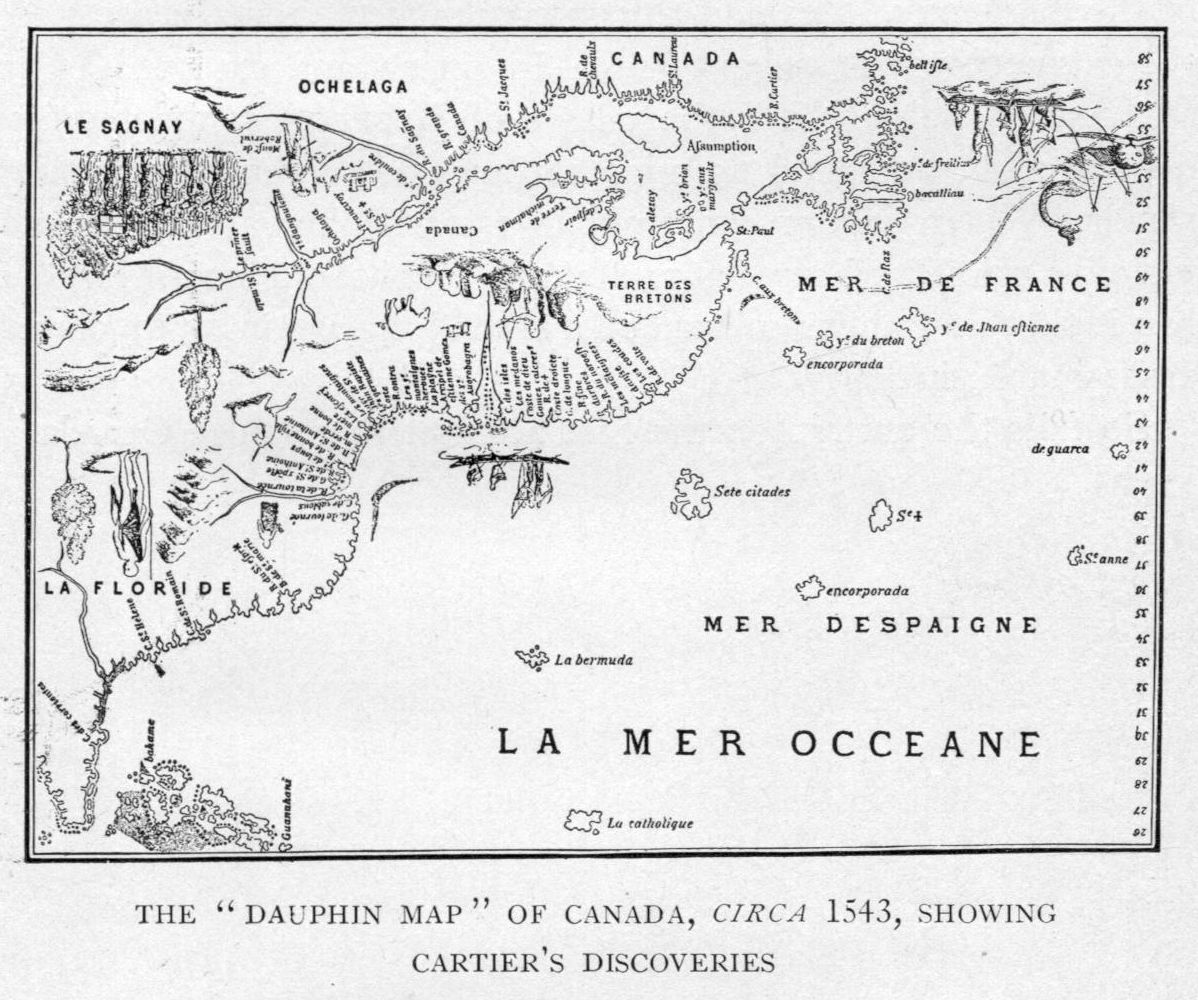
Karta över Kanada från 1543, med Cartiers upptäckter

Cartier var den förste som använde namnet Kanada för att beteckna området runt Saint-Lawrenceflodens stränder. Namnet kommer från huron-irokesordet kanata, by, som tolkades som det inhemska namnet på hela området. I början av 1800-talet började även kolonierna norr om Stora sjöarna kallas Kanada, och sedermera användes namnet om alla de brittiska kolonierna i Nordamerika. Det Kanada som Cartier upptäckte för européernas räkning är alltså inte dagens Kanada, men han var den förste som trängde in i inlandet. Tidigare baskiska, bretonska och norröna besökare hade bara rört sig längs kusterna.
I augusti 2006 deklarerade Québecs premiärminister Jean Charest att arkeologer hade återfunnit Charlesbourg-Royal. De hade hittat bränt timmer från mitten av 1500-talet och en fajansskärva, tillverkad i Faenza i Italien, från 1540–1550.  Tallriken varifrån skärvan kommer måste ha ägts av en fransk aristokrat i kolonien och enligt fyndets upptäckare kan det ha varit Roberval.

## Monument
- Place Jacques-Cartier, en stor gata i Vieux-Port i Montréal
- Jacques-Cartierfloden
- Jacques-Cartierbron
- Jacques Cartier State Park
- Pavilion Cartier, byggd 1955 vid Collège militaire royal de Saint-Jean
- Jacques Cartier Monument, Harrington Island